# Hrabstwo Moore (Karolina Północna)
Hrabstwo Moore (ang. Montgomery County) – hrabstwo w stanie Karolina Północna w Stanach Zjednoczonych.

## Geografia
Według spisu z 2000 roku obszar całkowity hrabstwa obejmuje powierzchnię 706 mil2 (1828,53 km²), z czego 698 mil2 (1807,81 km²) stanowią lądy, a 8 mil2 (20,72 km²) stanowią wody. Według szacunków United States Census Bureau w roku 2012 miało 90 302 mieszkańców. Jego siedzibą administracyjną jest Carthage.

### Miasta
- Aberdeen
- Cameron
- Carthage
- Pinebluff
- Robbins
- Southern Pines
- Taylortown
- Vass

### Wioski
- Foxfire
- Pinehurst
- Whispering Pines
- Seven Lakes (CDP)